# Powerflo
I Powerflo sono un gruppo musicale rap metal statunitense, formatosi a Los Angeles nel 2016. La loro attuale formazione comprende il cantante Senen Reyes, il chitarrista solista Rogelio "Roy" Lozano, il chitarrista ritmico Billy Graziadei e il bassista Christian Olde Wolbers.

## Storia del gruppo
I prodromi della formazione risalgono agli anni novanta, con alcune collaborazioni dei futuri membri - con Senen "Sen Dog" Reyes e Billy Graziadei al lavoro sull'album dei Biohazard State of the World Address, col singolo How It Is, ed apparizioni di Wolbers e Lozano negli album dei Cypress Hill Skull & Bones e Stoned Raiders. Nel 2015 Lozano registrò alcuni demo per Senen Reyes in un aeroporto, ponendo le premesse per la formazione dei Powerflo.
Il nome del gruppo deriva da un commento di Lozano nei confronti delle parti vocali di Reyes. La band si considera una "via di mezzo tra Iron Maiden, Black Sabbath e Cypress Hill", e giunse allo scoperto il 1 marzo 2017, con la registrazione del loro unico album in studio. Il 2 maggio dello stesso anno hanno pubblicato il singolo di debutto "Resistance", annunciato in un'intervista concessa alla rivista Metal Injection. Durante la pubblicazione del singolo, Reyes ha chiarito che si tratta di un progetto a lungo termine.
Il 2 giugno 2017 i Powerflo hanno pubblicato il loro primo video musicale (diretto da Graziadei) per il singolo "Victims of Circumstance", ispirato dalla serie televisiva The First 48. Nello stesso periodo hanno annunciato la loro prima esibizione dal vivo al The Viper Room a Los Angeles, il 15 giugno. Il 31 maggio il brano "Resistance" è stato scelto come tema ufficiale per la programmazione di NXT della WWE.
Nel luglio del 2017 il gruppo ha pubblicato un altro video musicale per il singolo Where I Stay (diretto da Jeremy Danger e Travis Shinn). In estate ed autunno si sono esibiti in tour a fianco dei colleghi P.O.D. e Brujeria.
A dicembre hanno pubblicato un video per il singolo "Less than Human" (diretto da Graziadei), e nella primavera del 2018 si sono esibiti in tour a fianco dei Prong.

## Formazione

### Formazione attuale
- Senen Reyes – voce (2016–presente)
- Roy Lozano – chitarra solista (2016–presente)
- Billy Graziadei – chitarra ritmica (2016–presente)
- Christian Olde Wolbers – basso (2016–presente)

### Membri in tour
- Fred Aching – batteria (2018–presente)

### Ex membri
- Fernando Schaefer – batteria (2016–2018)

## Discografia

### Album in studio
- 2017 - Powerflo

### EP
- 2018 - Bring That Shit Back!